# André Losay
André Robert Delphin Losay (Fécamp, 28 gennaio 1913 – Boulogne-sur-Mer, 21 marzo 1984) è stato uno scrittore e compositore francese.

## Biografia
André Losay è il terzo e ultimo figlio di una famiglia di origine molto modesta. Insieme ai fratelli René (nato nel 1909) e Georges (nato nel 1910), rimase orfano di padre fin dalla prima infanzia. Suo padre, Armand Losay, nato nel 1884, fu arruolato nell'agosto 1914, fatto prigioniero di guerra il 1º settembre 1914 a Givet (Ardenne), internato nel campo di prigionia di Zwickau (Sassonia) e rilasciato solo nel gennaio del 1919. Riprese la sua vita lavorativa a Fécamp, facendo l'operaio modellatore da Pelletier e poi il caposquadra presso la Glacière di Fécamp.
Come i suoi due fratelli, André Losay frequentò la scuola elementare presso l'istituto privato cattolico Saint-André, in rue de l'Inondation, a Fécamp, una scuola gestita dal signor Camille Pélissier. A causa della mancanza di mezzi finanziari, René e Georges lasciarono la scuola all'età di quattordici anni. Fu la generosità dei coniugi Romé, che lo curarono con affetto, a dargli la possibilità di continuare gli studi secondari. Entrò nel Seminario Minore di Rouen come pensionante. Fu lì che ebbe modo di approfondire la sua fede cristiana e di scoprire la musica e il canto. Ben presto si unì al coro del collegio Saint-Romain di Rouen nel quale cantava da contralto solista. Studiò canto e teoria musicale e fu introdotto al canto Gregoriano dall'abate René Derivière, che ne era un eminente specialista. Successivamente divenne assistente del maestro di coro Monsieur Delettre.
Nel 1933 André Losay entrò nel Seminario Maggiore di Rouen, in rue des Oiseaux. Successivamente svolse dodici mesi di servizio militare al 91° RI di Mézières. Congedato nel 1934, fu rimobilitato a causa della minaccia hitleriana. Rimane diversi mesi a Givet. Fu allora che iniziò a corrispondere con il movimento Cœurs Vaillants, un movimento giovanile cattolico sviluppatosi in Francia, nei circoli della classe operaia, dal 1929 alla metà degli anni '60 e poi trasformatosi negli anni '70 diventando l'Azione cattolica per i bambini. A questo movimento iniziò ad offrire alcune sue canzoni che furono ben accolte. André Losay si recò a Parigi per incontrare Jacques Coeur e Jean Vaillant, i due leader del movimento col quale iniziò una regolare collaborazione che proseguirà anche con la pubblicazione di romanzi con l'editore Fleurus. Iniziò anche una lunga amicizia con Jean Pihan, sacerdote della Congregazione dei Figli della Carità, giornalista e autore di diverse opere. Tra le altre canzoni, André Losay scrisse e compone nel marzo 1938, Cuore valoroso, sii orgoglioso e lavora, che divenne uno degli inni del movimento e che egli dedicò a Roger Hardy.
Fu ordinato sacerdote a Rouen il 29 giugno 1938 e nominato primo vicario della parrocchia di St Jacques a Dieppe, dove si occupò in particolare dei movimenti giovanili.

## Gli anni della Seconda Guerra Mondiale
Mobilitato nel 1938, partì per il fronte. Inviato per un periodo a Dieppe, compose nel gennaio 1939 La prière pour la paix e nell'agosto 1939 fu inviato sulla Linea Maginot presso il 155° Régiment d'Infanterie de Forteresse, non lontano da Sedan. Dall'11 al 20 giugno 1940 coprì il ruolo di caporale infermiere all'interno della sua unità. Fu decorato con la Croix de Guerre per il coraggio, essendo tornato più volte a cercare i compagni feriti. Fu fatto prigioniero il 21 giugno 1940 a Brû, e poi trasferito allo Stalag III-B. Per qualche tempo fu parte del milione e mezzo di prigionieri di guerra francesi.
Nello stalag scrisse e compose molte canzoni di natura religiosa o patriottica; alcune di natura più giocosa. Era chiaro dal tono delle canzoni di André Losay, così come nello stato d'animo del movimento Cœurs Vaillants a cui è sempre legato, come lo spirito di rivincita francese stesse guadagnando terreno. Nel suo taccuino delle canzoni di prigionia (illustrato dal compagno Albert Mairy), c'è una meditazione teneramente umoristica sulla condizione di un prigioniero, "un mestiere non molto famoso" ma anche un vero grido di risentimento "Signore, è quindi proprio vero che sono un prigioniero". Ma ha anche scritto canzoni di fede e di speranza, in particolare Te revoir, Oh, ma patrie, i cui testi scrisse su una melodia cantata dai prigionieri polacchi dello stalag.
Fu sempre basandosi su un'aria polacca, appresa in quel periodo, che egli scrisse nello Stalag III-B Victoire tu règneras, ô croix tu nous sauveras, una canzone che sarebbe diventata estremamente popolare nell'animazione delle cerimonie religiose oltre che cantata in molti paesi e in molte lingue. Successivamente, l'abate David Julien ne rielaborò l'armonizzazione, il che spiega come mai il suo nome non compaia nelle prime edizioni della scheda di questa canzone, mentre successivamente vi compare in associazione con quello di André Losay. Dopo oltre sessanta anni Victoire... viene ancora cantata.
André Losay fu rilasciato nel febbraio 1941. Si unì così al movimento Cœurs Vaillants e Âmes Vaillantes de France a Lione, guidata dai padri Courtois e Pihan. Con loro lavorò e compose in particolare: Grand frère che fu il nominativo dell'omonimo programma di Radio Lyon a cui partecipava lo stesso André Losay; Perlin Pinpin e Carillon pour Jeanne che sarebbe stata cantata su Radio Lyon, in occasione di Ste Jeanne d'Arc, il 9 maggio 1941 da R. P. Raguet e suonata l'11 maggio 1941 al Carillon de Fourvières. Sempre nel 1941 scrive e compone France, tu renaîtras, che riscosse anch'essa un discreto successo e che l'abate Julien definì all'epoca un “capolavoro”. Robert Rigot produrrà diverse illustrazioni per queste canzoni di André Losay. 
Lasciata Lione nel 1942, André Losay fondò un campo scuola a Tréforest, nel Pays de Bray, dove un centinaio di bambini di Dieppe furono ospitati e protetti dai bombardamenti su Dieppe, fino alla Liberazione. Continuò la sua collaborazione con il movimento Cœurs Vaillants.

## Nel Dopoguerra
Dopo la liberazione della Normandia, nel settembre 1944, André Losay tornò alla sua funzione di vicario della parrocchia di St Jacques a Dieppe e venne nominato direttore della scuola cattolica di St Charles. Nel 1950 divenne parroco del villaggio di Grémonville. Nel frattempo incontrò colei che sarebbe diventata sua moglie, per cui lasciò il sacerdozio nel 1952 per sposarla. Fu riammesso ai sacramenti della Chiesa solo nel 1965.
Lasciato il sacerdozio, André Losay si cimentò in molti lavori in cui però non eccelleva: rappresentante di vini, di macchine da scrivere, di riproduzioni di dipinti. Dopo diversi anni di stenti, ormai sposato e padre di un primo figlio, Patrick, trova, grazie all'amico Achille Dolé, un posto come ispettore sanitario e un alloggio a Champigny. Nel 1955 nasce il suo secondo figlio, Dominique.
Iniziò quindi a scrivere sotto lo pseudonimo di André Delor. Questo cognome derivava dalla fusione del nome e del cognome di sua moglie: Denise Lorphelin. André Losay aveva dunque lasciato il terreno a lui familiare delle canzoni e dei racconti per cimentarsi in romanzi storici per bambini, sempre nello spirito della stampa cattolica per i giovani.
Nel 1956, pubblicò come feuilleton su Cœurs Vaillants una storia a fumetti intitolata Le dessin dans la caverne. Sempre in feuilleton apparve anche su Âmes vaillantes, un primo romanzo Les machines de la colère. Pubblicata da Fleurus, nel 1957 esce la raccolta Jean François, Le révolté de Bethléem, nel 1960 la raccolta Missions sans borne, Gare à toi Taranis e nel 1967, Du sang pour le soleil.
Il suo ultimo romanzo, ispirato al feuilleton Le Fou des dunes che aveva scritto per il settimanale locale La Semaine Boulogne, fu pubblicato dopo la sua morte con il titolo Godefroy de Bouillon et ses amis de Boulogne.
Arrivato nel 1965 a Boulogne-sur-Mer, André Losay ha dedicato essenzialmente gli ultimi venti anni della sua vita al canto corale. Grazie a padre Michel Dantan, allora parroco di Notre-Dame, ha assunto la direzione del coro parrocchiale, al quale ha dato un repertorio e un'aura ben oltre l'impostazione originaria.Fu come maestro di cappella di questo coro, che tornò a comporre con un certo successo. Plus jamais la guerre composta riprendendo il duro discorso di Paolo VI del 4 ottobre 1965 all'ONU, fu cantata durante il pellegrinaggio di ex prigionieri e deportati a Lourdes e ebbe un grande impatto, così come Tous les hommes sont frères.
André Losay creò a Boulogne un centro di studi e azione a favore del Terzo Mondo, un'associazione di beneficenza, ispirandosi alle idee della rivista Croissance des jeunes Nations. Con un gruppo di giovani da lui creato, Les Commandos de Noël, organizzò collette per i meno fortunati. Collaborò con l'Assessorato alla Cultura. Sostenne l'azione dell'Ordine di Malta in favore dei lebbrosi in Camerun. Dalla fine degli anni '60 svolse attività di alfabetizzazione rivolta gli immigrati, affermando anche che fosse necessario insegnare a quei giovani immigrati a leggere il Corano in francese per preservare le loro radici morali.
Semper laus ejus è il titolo che diede a due raccolte di canti per cerimonie religiose, la seconda delle quali apparve postuma, con una prefazione di padre Jean Pihan, già cappellano generale dei Cœurs Vaillants e Âmes Vaillantes de France.
Nel 1977 André Losay entrò nel Sovrano Militare Ordine di Malta e il 15 marzo 1979 ricevette la Croce Pro Merito Melitensi, onorificenza che viene assegnata quale riconoscimento per i meriti acquisiti con attività che hanno dato onore e prestigio al Sovrano Militare Ordine di Malta.
Il giorno della sua morte, il 21 marzo 1984, si susseguirono a casa sua, per rendergli un ultimo omaggio, Guy Lengagne, sindaco socialista di Boulogne, amici sacerdoti, il pastore anglicano e il responsabile locale del culto musulmano.

## Opere letterarie
- Tout ça pour cinq sous, Fleurus, 1953.
- Les machines de la colère, Fleurus, 1955.
- Le révolté de Bethléem, Fleurus (collection Jean François), 1957.
- Gare à toi Taranis, Fleurus (collection missions sans borne), 1961.
- Du sang pour le soleil, Fleurus (collection missions dans borne), 1967.
- Sangue para O sol, Ediçoes Paulistas.
- Sangue per il sole, Edizioni Paoline, 1ª edizione 1967, 2ª edizione 1969.
- Le soleil n'aura plus soif, Fleurus (collection Missions sans borne),1971.
- Le fou des Dunes, la semaine boulonnaise, 1980.
- Godefroy de Bouillon,mémoire de la société académique du Boulonnais, 1988, ISSN 0765-1511.
- Semper Laus ejus, Edico, 1984.
- Chroniques d'Irénée, Unité France, 1969-1974.
- Collaborazioni varie e regolari a Cœurs Vaillants et Âmes vaillantes de France dal 1941 al 1961 (con il cognome Losay o Delor).

## Onorificenze

Croix de Guerre 1939-45

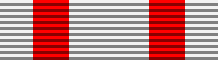
Croce Pro Merito Melitensi, Sovrano Ordine Militare di Malta